# Insua (Villa de Cruces)
Insua (oficialmente San Tomé de Insua) es una parroquia española del municipio de Villa de Cruces, perteneciente a la provincia de Pontevedra, en la comunidad autónoma de Galicia.

## Historia
Hacia mediados del siglo XIX, el lugar, ya por entonces perteneciente a Carbia, tenía contabilizada una población de medio millar de habitantes. Aparece descrito en el noveno volumen del Diccionario geográfico-estadístico-histórico de España y sus posesiones de Ultramar de Pascual Madoz con las siguientes palabras:

INSUA (Sto. Tomé de). felig. en la prov. de Pontevedra (11 leg.), part. jud. de Lalin (3), dióc. de Santiago (4), ayunt. de Carbia (1). sit. á la izq. del r. Ulla en los confines con la prov. de la Coruña. La combaten todos los vientos, y goza de clima saludable. Tiene unas 100 casas reparitdas en las ald. de Castro, Couto, Dorbison, Jordedo, Nogueiras, Souto y Vilanova. La igl. parr. (Sto. Tomas), está servida por un cura de provision en concurso. Confina el térm. N. r. Ulla; E. Portomouro; S. Dujame, y O. Ollares. El terreno participa de monte y llano, y es de buena calidad: le cruza por el lado S. un riah. que nace en el monte de la Magdalena, y va á depositar sus aguas en el mencionado Ulla. Ademas de los caminos locales, atraviesa por esta felig. uno que viene desde la inmediata prov. de la Coruña, y se dirige hácia lo interior de esta enlazándose con otros que conducen á diversos puntos. prod.: trigo, centeno, maiz, castañas, patatas, legumbres, hortaliza, vino, frutas y yerbas de pasto: hay ganado vacuno, de cerda, lanar y cabrío; caza y pesca de varias clases. ind.: la agricultura y molinos harineros. pobl.: 100 vec., 500 alm. contr.: con su ayunt. (V.)
(Madoz, 1847, p. 436)

En 2022, tenía empadronados 97 habitantes.